# Institut de vie consacrée
Un institut de vie consacrée est un type d'organisation religieuse catholique, dont les membres (pères, frères, sœurs) prononcent des vœux religieux, ou éventuellement d'autres formes d'engagements envers Dieu. La dénomination inclut les instituts religieux (moines, chanoines, mendiants, clercs réguliers, congrégations religieuses cléricales, congrégations religieuses laïques) et les instituts séculiers. Elle n'inclut pas les sociétés de vie apostolique, la vie érémitique et les vierges consacrées.
Les Instituts de vie consacrée sont des sociétés érigées, approuvées et organisées par l'Église au moyen d'une législation générale et particulière (règles, constitutions, statuts) pour qu'on puisse y professer l'état de vie consacrée d'une façon officielle et complète (can. 576). Ils dépendent de la Congrégation pour les instituts de vie consacrée et les sociétés de vie apostolique. Les Instituts de droit pontifical sont ceux qui sont érigés et approuvés par le Saint-Siège avec un décret formel. Les Instituts de droit diocésain sont érigés par les évêques ; ils n'ont pas le décret d'approbation du Saint-Siège (can. 589). L'Annuaire pontifical ne recense que les Instituts de droit pontifical.
Cette dénomination regroupe selon l'ordre chronologique :
- l'ordre monastique sont les premiers religieux vivant en communauté ;
- les chanoines réguliers qui conjuguent l'état et les fonctions de clerc à l'observance et de la vie religieuse en communauté ;
- l'ordre mendiant unit la vie régulière avec des œuvres telles que le ministère sacerdotal ou caritatif. Un trait commun aux mendiants introduit par eux et transmis aux instituts religieux postérieurs est la centralisation avec un supérieur général ainsi que l'organisation en provinces ;
- les clercs réguliers mettent à la base de leur apostolat sacerdotal la vie régulière qu'ils adaptent aux besoins des temps et de leurs œuvres propres ;
- la congrégation cléricale sont des clercs vivants en communauté qui se dédient à l'apostolat et aux œuvres de charité ;
- les congrégations religieuses laïques sont des communautés de laïques dédiées principalement à l'instruction des enfants et des jeunes, aux soins des malades. Pour les hommes, les congrégations laïques masculines excluent le sacerdoce pour leurs membres ou permettent que quelques-uns soient prêtres pour exercer la fonction d'aumônier de la communauté. Depuis la seconde moitié du XIXe siècle, les congrégations religieuses laïques sont pour la plupart féminines ;
- les instituts séculiers approuvés par l’Église en 1947 dont les membres continuent à vivre selon le mode de vie séculier qui leur est propre. Les Instituts séculiers peuvent être cléricaux ou laïques, masculins ou féminins.

Par contre une société de vie apostolique dont les membres (prêtres, frères ou sœurs) ne prononcent pas de vœux religieux contrairement à ceux des instituts de vie consacrée ou des instituts séculiers et ne sont donc pas considérés comme religieux.